# Svarttjärnen (Hällesjö socken, Jämtland, 697085-151977)
Svarttjärnen är en sjö i Bräcke kommun i Jämtland och ingår i Ljungans huvudavrinningsområde. Sjön är 11,1 meter djup, har en yta på 0,133 kvadratkilometer och befinner sig 277,9 meter över havet. Svarttjärnen ligger i Lungsjöskogen Natura 2000-område.

## Delavrinningsområde
Svarttjärnen ingår i det delavrinningsområde (697094-151868) som SMHI kallar för Utloppet av Mjösjön. Medelhöjden är 323 meter över havet och ytan är 8,03 kvadratkilometer. Det finns ett avrinningsområde uppströms, och räknas det in blir den ackumulerade arean 19,28 kvadratkilometer. Mjöån som avvattnar avrinningsområdet har biflödesordning 4, vilket innebär att vattnet flödar genom totalt 4 vattendrag innan det når havet efter 132 kilometer. Avrinningsområdet består mestadels av skog (82 procent). Avrinningsområdet har 0,81 kvadratkilometer vattenytor vilket ger det en sjöprocent på 10,1 procent.